# بحران صرعی

بحران صرعی یا صرع پایدار (به انگلیسی: status epilepticus) یک حمله صرعی است که بیش از پنج دقیقه طول بکشد یا بیش از یک حمله صرعی در طول 5 دقیقه رخ دهد بدون اینکه بین حمله ها هوشیاری فرد برگردد. این حمله‌ها می‌تواند از نوع تونیک کلونیک (انقباض متوالی اندام ها به شکل دست و پا زدن) باشد یا از انواع غیر انقباضی تشنج مثل تشنج پنهان (به صورت حمله خیره شدگی) یا تشنج کانونی پیچیده تشکیل شده باشد. تشنج پایدار وضعیتی است که ممکن است باعث مرگ گردد، به خصوص اگر درمان آن به تأخیر بیفتد.

## عامل بیماری و تشخیص آن
تشنج پایدار در افرادی امکان دارد رخ دهد که سابقهٔ تشنج دارند و همچنین در کسانی که دچار مشکلات پنهان مغز هستند. این مشکلات پنهان ممکن است شامل مواردی همچون تروما، عفونت یا سکته مغزی و موارد دیگر باشد. تشخیص این بیماری اغلب شامل روش‌هایی از قبیل آزمایش قند خون، تصویربرداری از مغز، چندین آزمایش خون و الکتروانسفالوگرام می‌باشد.  تشنج غیرصرعی روانی نیز می‌تواند به شکلی مشابه بروز یابد.  شرایط دیگر نیز ممکن است در این بیماری اتفاق بیفتد که شامل هیپوگلیسمی، اختلالات حرکتی، مننژیت، هذیان و موارد دیگر است.

## پیش‌گیری و درمان
بنزودیازپین‌ها معمولاً به عنوان اولین دارو به بیمار داده می‌شوند و بعد از آنها معمولاً فنیتوئین مورد استفاده قرار می‌گیرد. بنزودیازپین‌های معمول شامل لورازپام داخل‌وریدی و همچنین تزریق عضلانی میدازولام هستند. اگر این معالجه‌ها مؤثر نبود، چندین درمان دیگر می‌توانند مورد استفاده قرار گیرند که از آن جمله می‌توان به والپروئیک اسید، فنوباربیتال، پروپوفول یا کتامین اشاره کرد.  این امکان وجود دارد که بیمار به لوله‌گذاری در دستگاه تنفس نیاز داشته باشد تا راه هوایی او سالم بماند.  بین ده تا سی درصد از افرادی که به تشنج پایدار مبتلا می‌شوند طی سی روز دچار مرگ می‌شوند. دلایل پنهان، سن شخص و طول مدت زمان تشنج عوامل مهمی در نتیجهٔ این بیماری هستند. بیماری تشنج پایدار هر ساله از هر ۱۰۰ هزار نفر در چهل نفر اتفاق می‌افتد. از این میزان حدود یک درصد کارشان به بخش اورژانس بیمارستان‌ها کشیده می‌شود.

## پیش آگهی
متاسفانه حدود 16 تا 20 درصد از افرادی که برای بار اول دچار بحران صرعی می شوند فوت می کنند که البته عدد دقیق آن در منابع مختلف متفاوت است. برطبق برخی دیگر از منابع در طی 30 روز بعد از بحران صرعی حدود 10 تا 30 درصد از این بیماران فوت می کنند. بین 10 تا 50 درصد از این بیماران دچار ناتوانی و معلولیت تا پایان عمر می شوند.
بیشتر افرادی که این آمار 30 درصدی فوت را ایجاد می کنند کسانی هستند که بیماری زمینه ای مغزی (مثل تومور مغزی، عفونت مغزی، ضربه مغزی یا سکته مغزی) دارند. افرادی که درمان مناسب نورولوژیک دریافت کنند، رژیم دارویی را رعایت کنند و بیماری زمینه ای نداشته باشند می توانند بدون آسیب دائمی مغزی به زندگی خود ادامه دهند و حتی از حملات صرعی آن ها در آینده جلوگیری شود.